# František Čajka (jazykovědec)
František Čajka (* 30. října 1976) je český jazykovědec, slavista a vysokoškolský pedagog.

## Život
František Čajka studoval českou filologii a historii na Filozofické fakultě Univerzity Palackého v Olomouci, kde promoval v roce 2002.
Od roku 2002 pedagogicky působí na Katedře bohemistiky PF UJEP v Ústí nad Labem, kde vyučuje dialektologii, úvod do slavistiky, staroslověnštinu a starou češtinu. Od roku 2003 pracuje ve Slovanském ústavu AV ČR v Oddělení paleoslovenistiky a byzantologie, kde se zabývá staroslověnštinou a staroslověnskou literaturou.
V roce 2010 dokončil doktorské studium slovanské filologie v Ústavu slavistických a východoevropských studií na FF UK v Praze svou disertační prací Problematika českocírkevněslovanské legendistiky: církevněslovanská legenda o sv. Anastázii.

## Publikace
- Čtyřicet homilií Řehoře Velikého na evangelia. Díl první. (ed. V. Konzal, F. Čajka – technická redakce). Euroslavica, Praha 2005: 783 s.
- Čtyřicet homilií Řehoře Velikého na evangelia. Díl druhý. (eds. V. Konzal a F. Čajka). Euroslavica, Praha 2007: 800 s.
- Církevněslovanská legenda o svaté Anastázii, 2011
- Slovník jazyka staroslověnského – historie, osobnosti a perspektivy, 2016
- Staroslověnská modlitba proti ďáblu: nejstarší doklad exorcismu ve velkomoravském písemnictví. (V. Konzal, F. Čajka a M. Chromá). Praha: Slovanský ústav AV ČR, 2015. ISBN 978-80-86420-51-6.

## Studie a recenze
- K staroslověnskému a církevněslovanskému „vsemogyj“ - problémy analýzy staroslověnského lexika. Sborník mezinárodní konference Prostor v jazyce a v literatuře 2006. Ústí nad Labem 2006: s. 193-196.
- Rukopisná zachování církevneslovanské legendy o svaté Anastázii. Slavia (ČESKÁ SLAVISTIKA – Příspěvky k XIV. mezinárodnímu sjezdu slavistů, Ochrid 10.-16. 9. 2008), roč. 77, č. 1-3 (2008), s. 17-28.
- Příspěvky E. Bláhové k problematice českocírkevněslovanské. Homo bohemicus 1 (2008), s. 15-30.
- Staroslavjanskaja Molitva protiv d´javola BYZANTINOSLAVICA 62: s. 338. (2004)
- Pojava i razvoj na pismoto. So poseben osvrt kon početocite na slovenskata pismenost BYZANTINOSLAVICA 64: s. 340-342. (2006)
- Westkirchliches in altkirchenslavischer Literatur aus Grossmähren und Böhmen SLAVIA 75/2: s. 186-194 (2006)
- Makedonsko četvoroevangelie. SLAVIA 75/2: s. 224-227 (2006)
- Cyrillomethodiana. In honorem Aemiliae Bláhová et Venceslai Konzal. SLOVO 54-55: s. 300 (2006)
- Stěhování národů a východ Evropy – Byzanc, Slované a Arabové. DĚJINY A SOUČASNOST 08/2007: s. 46-47 (s V. Drbalem) (2007)